# Männerlist grösser als Frauenlist
Männerlist grösser als Frauenlist oder Die glückliche Bärenfamilie ("La astucia masculina es mayor que la femenina, o La feliz familia de osos") es un singspiel inacabado de Richard Wagner, (WWV 48), escrita entre 1837 y 1838.
Männerlist fue el último proyecto operístico de Wagner antes de embarcarse en Rienzi. Aunque el libro de la ópera (que Wagner, como era habitual, escribió él mismo) ha estado disponible desde hace tiempo, el texto completo (incluyendo diálogo) y tres números musicales completos (en partitura para piano), fue descubierto en una colección privada en 1994 y más tarde adquirida por los archivos de la Richard-Wagner-Stiftung en Bayreuth. Wagner se refiere a este proyecto en su "Libro de notas rojo" y sus obras autobiográficas Una comunicación a mis amigos (1851) y Mi vida 1870-1880). En este segundo libro, describe la obra como "en un estilo ligero neofrancés," que él empezó a escribir en Königsberg, pero que posteriormente emprendió en Riga para terminarlo, "Estuve superado por un profundo disgusto ante esta clase de escritura."
A partir del texto completo y la música que sobrevive, queda claro que la pieza fue concebida como un Singspiel. La historia está tomada de Las mil y una noches, pero reubicada en la Alemania del siglo XIX. El joyero Julius Wander, pretendiendo ser un aristócrata, resulta engañado para prometer en matrimonio a la desagradable Aurora, hija del barón von Abendthau, consciente de clase, por su primo Leontine. Escapa cuando él reconoce a un oso portero, Gregor, como su padre - y de hecho que el "oso" bailarín de Gregor es de hecho su propio hermano Richard con piel de oso. Anunciando su parentesco, Wander es rechazado por el esnob Abendthau, y es libre de casarse con Leontine.
Dos números de Männerlist realizados por James Francis Brown tuvieron su estreno en el Reino Unido el 13 de octubre de 2007 en el Teatro estudio Linbury, Londres.